# Florica Grecescu
Florica Grecescu (înainte s-a numit Dumitru și Oțel; n.  ?) este o fostă atletă română, specializată în probele de semifond.

## Carieră
Timișoreanca s-a apucat de atlism în 1948. În 1951 a venit în București unde a fost legitimată la cluburile Rapid și Dinamo București. A fost multiplă campioană națională și balcanică în probele de 400 m, 800 m și cros. A stabilit 4 recorduri naționale.
Florica Grecescu a participat la Jocurile Olimpice din 1960. La Roma s-a clasat pe locul 12 în proba de 800 de metri. La Universiada din 1961 a cucerit medalia de argint în urma nemțoaicei Antje Gleichfeld. La Festivalul Mondial al Tineretului și Studenților din 1962, care s-a desfășurat la Helsinki, a obținut medalia de aur la 800 m și medalia de bronz la 400 m.. În același an a participat la Campionatul European de la Belgrad unde a obținut locul 9.
Ea a fost căsătorită cu Constantin Grecescu, participant la Jocurile Olimpice din 1960 și 1964. S-a stabilit în Canada.

## Palmares
| An   | Competiție                                       | Locație             | Loc | Eveniment | Note    |
| ---- | ------------------------------------------------ | ------------------- | --- | --------- | ------- |
| 1960 | Jocurile Olimpice                                | Roma, Italia        | 12  | 800 m     | 2:10,0  |
| 1961 | Universiada                                      | Sofia, Bulgaria     | 2   | 800 m     | 2:08,67 |
| 1962 | Festivalul Mondial al Tineretului și Studenților | Helsinki, Finlanda  | 3   | 400 m     | 58,3    |
| 1962 | Festivalul Mondial al Tineretului și Studenților | Helsinki, Finlanda  | 1   | 800 m     | 2:10,3  |
| 1962 | Campionatul European                             | Belgrad, Iugoslavia | 9   | 800 m     | 2:08,8  |